# Astiphromma
Astiphromma är ett släkte av steklar som beskrevs av Förster 1869. Astiphromma ingår i familjen brokparasitsteklar.

## Bildgalleri

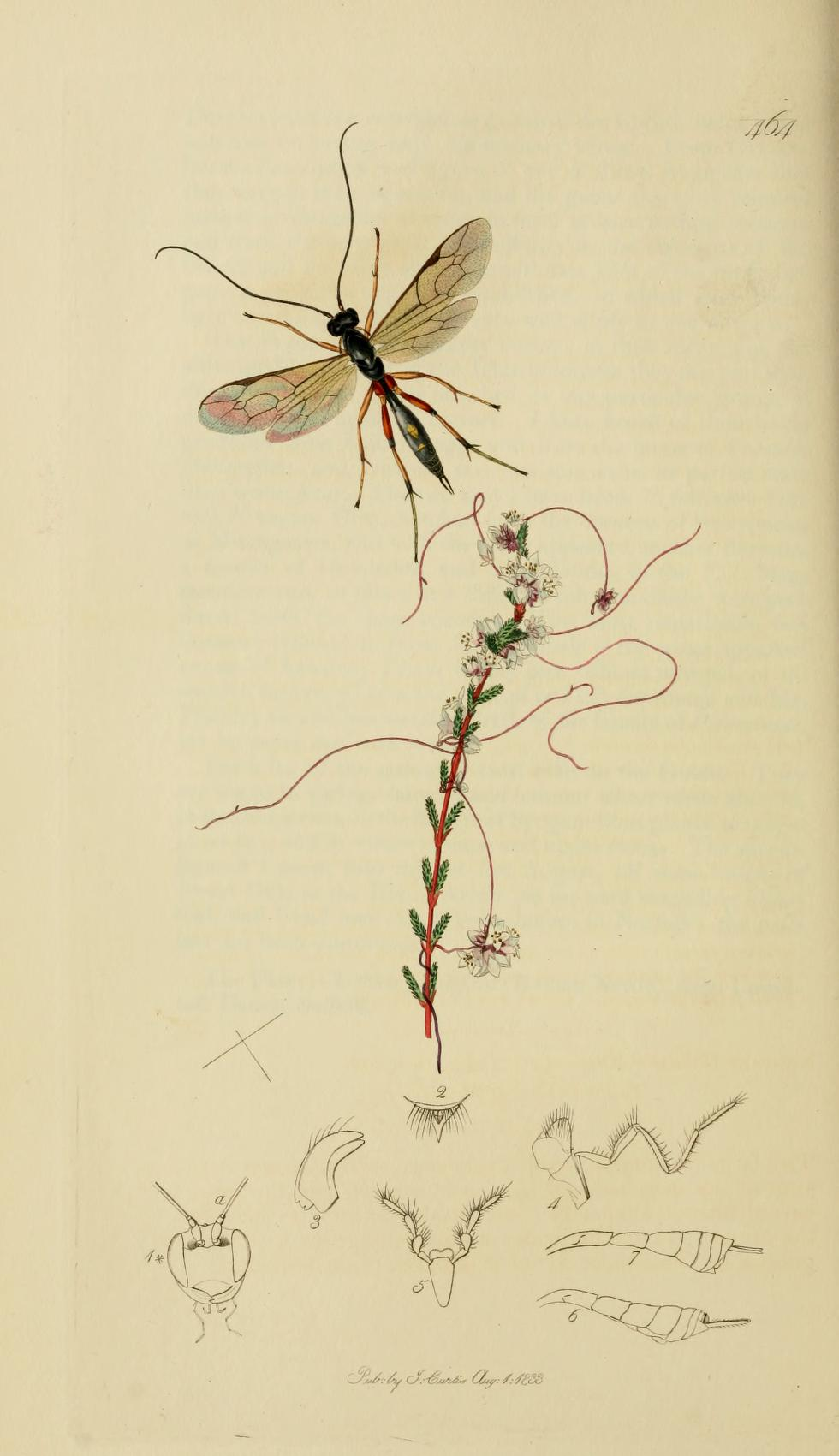

## Dottertaxa tillAstiphromma, i alfabetisk ordning[1][2]
- Astiphromma aggressor
- Astiphromma albitarse
- Astiphromma alsium
- Astiphromma anale
- Astiphromma aquilonare
- Astiphromma barbatulum
- Astiphromma buccatum
- Astiphromma caecum
- Astiphromma calvum
- Astiphromma confusum
- Astiphromma consertum
- Astiphromma contum
- Astiphromma cordatum
- Astiphromma coronale
- Astiphromma dispersum
- Astiphromma diversum
- Astiphromma dorsale
- Astiphromma elongatum
- Astiphromma euryops
- Astiphromma eximium
- Astiphromma exitiale
- Astiphromma gilvicrus
- Astiphromma granigerum
- Astiphromma hamulum
- Astiphromma hokkaidense
- Astiphromma indianense
- Astiphromma intermedium
- Astiphromma italicum
- Astiphromma japonense
- Astiphromma jezoënse
- Astiphromma laricis
- Astiphromma leucogrammum
- Astiphromma longiceps
- Astiphromma luculentum
- Astiphromma luridum
- Astiphromma mandibulare
- Astiphromma marginellum
- Astiphromma nigriventris
- Astiphromma nigrocoxatum
- Astiphromma nitidum
- Astiphromma ohharai
- Astiphromma pectorale
- Astiphromma peltolatum
- Astiphromma perditum
- Astiphromma perpendiculatum
- Astiphromma petiolatum
- Astiphromma pictum
- Astiphromma prolongator
- Astiphromma psychron
- Astiphromma punctatum
- Astiphromma rimosum
- Astiphromma rutilum
- Astiphromma scutellatum
- Astiphromma sericans
- Astiphromma simile
- Astiphromma simplex
- Astiphromma splenium
- Astiphromma striatum
- Astiphromma taiwanense
- Astiphromma taiwulengense
- Astiphromma tenuicorne
- Astiphromma tridentatum
- Astiphromma trimaculosum
- Astiphromma uliginosum
- Astiphromma unicolor
- Astiphromma varipes
- Astiphromma watanabei